# Ciumeghiu
Ciumeghiu – wieś w Rumunii, w okręgu Bihor, w gminie Ciumeghiu. W 2011 roku liczyła 1937 mieszkańców.